# Sant Andreu de Llavaneres
Sant Andreu de Llavaneres (Catalansk udtale: [ˈsant ənˈdɾew ðə ʎəβəˈneɾəs]) er en catalansk by i comarcaet Maresme i provinsen Barcelona i det nordøstlige Spanien. Byen har 11.933(2024) indbyggere og dækker et areal på 11,84 km². Den er beliggende mellem byerne Mataró og Caldes d'Estrac, og ligger omkring tre kilometer fra Mataró, hovedstaden i comarcaet. Caldes d'Estrac betjenes af Rodalies de Catalunya, der bl.a. opererer mellem Barcelona og Maçanet-Massanes.